# La luna fredda
(Poesia lasciata sul luogo del delitto dall'Orologiaio)
La luna fredda è un romanzo dello scrittore statunitense Jeffery Deaver. Appartiene al ciclo di Lincoln Rhyme, il settimo della serie. Nel 2006 viene pubblicato per la prima volta in Italia da Sonzogno.

## Sinossi
Lincoln Rhyme, noto criminalista tetraplegico, è chiamato dal detective Lon Sellitto e dal tenente Dennis Baker a occuparsi di un nuovo caso della polizia di New York. Due uomini, in una fredda notte di dicembre di luna piena, sono stati uccisi con simili e pur sempre efferate modalità. 

La prima vittima, il cui corpo non è ancora stato ritrovato, è stata costretta a tenersi aggrappata alle travi del molo del fiume Hudson con i polsi tagliati, finché la presa non ha ceduto ed è morto tra le acque per ipotermia; la seconda è invece un certo Theodore Adams, rinvenuto a in un vicolo a cinque metri dall'imbocco di Cedar Street, con il collo quasi completamente stritolato dal peso di una sbarra di ferro di oltre trenta chili. Accanto alle vittime, l'assassino ha lasciato un orologio d'epoca con le fasi lunari e un biglietto con scritta una poesia, firmata da uno che si fa chiamare l'Orologiaio.
Per via delle pressanti «richieste dall'alto» della burocrazia newyorchese, a Rhyme viene intimato di condurre l'indagine insieme alla sua partner Amelia Sachs, nel frattempo impegnata nel caso di apparente suicidio di Benjamin Creeley, consulente fiscale, che si sarebbe impiccato con una corda di cotone, quando agli occhi di clienti e soci non sembrava averne motivo ed era limitato, anzi impossibilitato, da un'ingessatura al pollice.
Con l'aiuto dell'agente speciale del CBI, l'esperta di cinesica Kathryn Dance, presto la squadra di Rhyme e della Sachs, composta dal tecnico informatico Mel Cooper, dalla brillante ma inesperta recluta Ron Pulaski, dallo stesso, tenace Lon Sellitto, si accorgerà, grazie all'inaspettato successo della collaborazione cinesico-scientifica, che non solo i due casi in effetto confluiscono, ma che contengono elementi rivelatori di amare e gravose verità per ognuno, con notevoli ripercussioni anche sull'indagine dell'Orologiaio.
In questo libro appare l'agente Dance, l'esperta di cinesica protagonista di altro ciclo di romanzi dello stesso autore, la quale contribuirà in modo a dir poco determinante nella caccia all'Orologiaio, istruendo addirittura un'indagine nella California, dove si sospetta possa vivere l'assassino.

## Edizioni
- Jeffery Deaver, La luna fredda, traduzione di Andrea Carlo Nappi, collana Romanzi e racconti, Sonzogno, 2006,  p. 465, ISBN 88-454-1337-3.